# مسابقات جهانی تکواندو ۲۰۲۲
مسابقات قهرمانی تکواندو جهان ۲۰۲۲ بیست و پنجمین دورهٔ مسابقات قهرمانی تکواندو جهان می‌باشد که از ۱۴ تا ۲۰ نوامبر در گوادالاخارا، مکزیک برگزار گردید.